# 维克托·布拉戈夫
维克托·德米特里耶维奇·布拉戈夫（俄語：Виктор Дмитриевич Благов，1936年1月3日—2019年4月8日）是俄罗斯科罗廖夫能源火箭航天集团首席专家，苏联时代曾参与东方号和上升号载人飞船的设计工作。1980年获得苏联国家奖。

## 生平
毕业于莫斯科航空学院，1959年来到第一设计局工作，后从普通的设计工程师升任至部门主任。他参与了东方号载人飞船与上升号载人飞船的设计工作，为阿波罗-联盟测试计划提供了技术指导，后来还成为礼炮号空间站和和平号空间站的运行控制管理者之一。
在21世纪，布拉戈夫为国际空间站的载人发射任务进行了许多协调、建议和指导工作。2019年4月8日逝世，享年83岁。安葬于联邦军人纪念公墓。

## 荣誉
- 苏联国家奖（1980年）
- 劳动红旗勋章
- 苏联荣誉勋章
- 俄罗斯功勋联邦机械工程师荣誉称号